# Сакситоксин
Сакситоксин (англ. saxitoxin,STX) — нейротоксин, який продукують певні види морських динофлагелятів (види Alexandrium, Gymnodinium, Pyrodinium) і ціанобактерій (вид Anabaena, деякі види Aphanizomenon, вид Cylindrospermopsis, вид Lyngbya,
вид Planktothrix). Вживання сакситоксину (зазвичай із молюсками, забрудненими під час цвітіння вод) є причиною захворювання, відомого як паралітичне отруєння молюсками(англ.) (англ. PSP). Термін «сакситоксин» походить від назви виду «масляних молюсків» Saxidomus giganteus (вашингтонського клему), в яких його було вперше розпізнано.
Сакситоксин, один з найсильніших відомих природних токсинів, діє на потенціалозалежні натрієві канали нервових клітин (зв'язується з петлею між доменами 1 і 2 натрієвих каналів), перешкоджаючи нормальній клітинній функції та призводячи до паралічу. Сакситоксин також змінює пропускну здатність і кальцієвих каналів, але їхнього блокування не відбувається. При цьому з каналом зв'язується не єдина молекула токсину, як це відбувається при інгібуванні натрієвих каналів, а 4 і більше молекул токсину. Мішенню сакситоксину виступають також транспортери міді.
Термін сакситоксин може також позначати весь набір пов'язаних нейротоксинів (відомих під загальною назвою «сакситоксини»), які продукують зазначені мікроорганізми, які включають чистий сакситоксин (англ. STX), неосакситоксин (англ. neoSTX), ґоніавтоксин (англ. GTX) і декарбамоїлсакситоксин (англ. dcSTX). Виявлення сакситоксину в молюсках, таких як мідії, клеми та гребінці часто призводить до закриття комерційного та рекреаційного збору молюсків, особливо в Каліфорнії, Орегоні, Вашингтоні та Новій Англії.

## Застосування
На основі сакситоксину можуть створюватися лікарські препарати. Сакситоксин, зв'язаний в ліпосомі може застосовуватися для лікування локального болю. Проблема полягає в його системній токсичності. Деякі похідні сакситоксину можуть бути ефективними проти хронічного головного болю і напруги.
Завдяки своїй високій токсичності, сакситоксин може застосовуватися як хімічна зброя. Проте у 1993 році, в результаті підписання Конвенції про хімічну зброю, таке його використання було заборонено. Сакситоксин включили до списку 1, котрий регламентує виробництво та обіг небезпечних речовин.